# Ż
Ż, ż (Z с точкой сверху) — буква расширенной латиницы, присутствующая в мальтийском и польском алфавитах, а также используемая для письма на кашубском и вилямовском языках, чьи алфавиты основаны на польском. Является модификацией буквы Z.
В польском и кашубском алфавитах соответствует кириллической букве Ж, в мальтийском — З или С.

## Польский

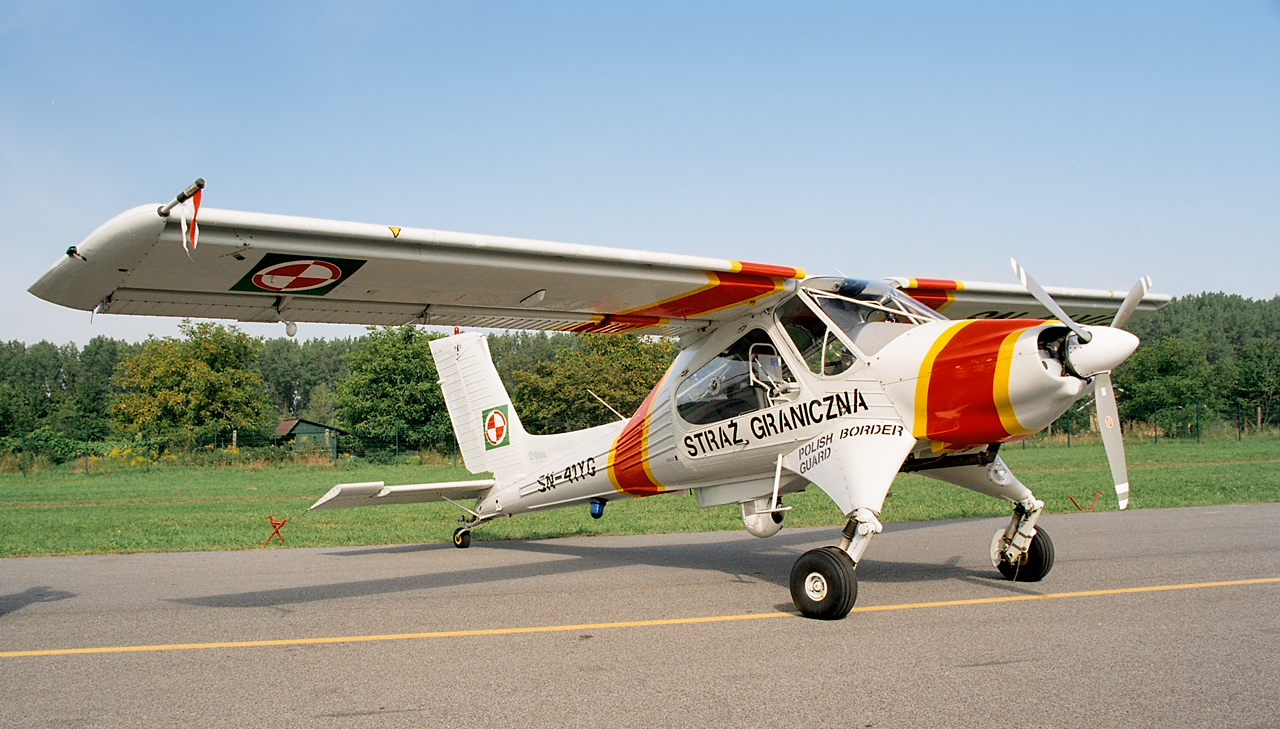
Самолет, принадлежащий польской пограничной службе (Straż Graniczna), использующий стандартный вариант буквы

Значок польской муниципальной полиции (Straż Miejska), использующий вариант с горизонтальной чертой.

Ż обозначает звонкий ретрофлексный спирант [ʐ], аналогичный произношению ⟨ж⟩ в слове «жизнь». Она обычно соответствует Ж или Ž в большинстве остальных славянских языков.
Она читается так же, как и rz, единственное отличие в том, что ⟨rz⟩ эволюционировала из палатизированной ⟨r⟩.
Ż изредка обозначает глухой ретрофлексный фрикативный [ʂ], особенно в конце слова.
Ż не следует путать с ⟨Ź⟩ (или ⟨z⟩ с последующей ⟨i⟩), называемой «мягкой ж», обозначающей звонкий альвеопалатальный щелевой ([ʑ]).

### Примеры Ż
żółtyо файле (жёлтый)

żonaо файле (жена)
Сравните с ź:

źleо файле (неверно, плохо, зло)

źrebięо файле (жеребёнок)
Изредка заглавная Ƶ (Z с горизонтальной чертой) используется вместо прописной Ż для эстетических нужд, особенно в тексте из прописных букв и при рукописании. Легко встретить Ƶ̇, использующуюся для легкости отличия от Z или Ź.